# Anders And & Co.
Anders And & Co. (dt.: Donald Duck & Co.) ist ein dänischsprachiges Disney-Comicmagazin der Egmont Foundation.
Das Magazin wurde 1949 erstmals als erstes reines Disney-Comicmagazin in Dänemark verlegt. Zunächst im Monats-Rhythmus, erfolgt seit 1959 die Ausgabe wöchentlich. Die Inhalte beschränken sich überwiegend auf Duck-Comics und nur wenigen Micky-Maus-Geschichten bei durchschnittlich 52 Seiten Umfang.